# Храм Святого Петра (Перемишль)
Церква святого Петра — сакральна споруда княжих часів у Перемишлі, яку протягом свого існування використовували православна й римсько-католицька конфесії. Існувала до початку XVII століття. Певний час відігравала роль першого катедрального храму створеної в XIV столітті латинської Перемиської єпархії.

## Історіографічний опис

### Хронологія відомостей
Перша вірогідна згадка про православну церкву святого Петра в Перемишлі відноситься до 1380 року. У цей час до міста прибув латинський єпископ Ерік з Вінзену, котрий був першим римо-католицьким ієрархом, що особисто мешкав на Прикарпатті. На відміну від своїх попередників (Івана та Миколая Русина), які жили на німецьких землях, Ерік з Вінзену проводив діяльність із розбудови латинських структур безпосередньо на західних теренах Галичини. Прибувши, ймовірно, у 1377 році до Перемишля, він тоді ж віддав розпорядження відібрати в русинів церкву святого Петра, та перетворити її на власний катедральний храм. Після зміни власників він був перебудований під потреби нової конфесії; тут стали ховати перших латинських єпископів міста. У 1406 році споруда згоріла, після чого стали здійснюватись роботи із її відновлення. Ймовірно, однак, що ця згадка стосується іншого давньоруського храму, що розташовувався на Підгір'ї, де згодом була побудована барокова кармелітська будівля. Відсутність у цей час у римо-католиків свого повноцінного храму мала, як вважається, фатальні наслідки для долі давньої православної катедри Ів. Хрестителя, побудованої на замку князем Володаром Ростиславичем. У 1412 році за їх скаргою собор Івана Хрестителя було також відібрано у русинів, та перетворено на нову латинську катедру. Після закінчення відбудови, храм святого Петра став використовуватись як філіальний. Внаслідок перебудов він набув вигляду характерного для римо-католицьких споруд епохи готики — з'явився гострий шпиль, довгі витягнені вікна та висока нава, про що можна судити із єдиного зображення споруди на рисунку кінця XVI століття.
У 1618 році комплекс храму передали єзуїтам, котрі мали в черговий раз відновити будівлю та в подальшому використовувати для своїх потреб. Однак, поряд із старою будівлею єзуїти спорудили новий мурований храм, після чого в період з 1662 по 1679 рік будівлю старого храму святого Петра знесли, а на частині місця, де він знаходився, звели корпус колегіуму.

### Легенда "новоміського" напису
В 1900 році у Новому Місті, на таблиці, яку пов'язали із перемиським храмом св. Петра, було знайдено напис, в якому, зокрема, містилась інформація про посвячення храму у 1212 році, як римо-католицького. Однак, у тексті таблиці згадується свята Ядвіга Сілезька, котра була причислена до лику святих лише у 1267 році, що свідчило про напис як пізніший фальсифікат. Не дивлячись на це, вказана у новоміській таблиці дата, стала часто сприйматись, як час створення храму.

## Архітектура
Джерела та археологічні дослідження 1960-х років, дали перші матеріали, які засвідчили локалізацію і ймовірну планувальну структуру споруди. Не вирішеною проблемою залишалось питання про матеріал з якого була зведена споруда. Через тривалість часу, впродовж якого храм розбирали єзуїти (17 років), А. Куниш вперше припустив, що він був кам'яним. На це ж вказує і характер фундаменту з брил на вапняному розчині. Додатковим аргументом може служити і переказ про те, що із церквою пов'язують походження кам'яного барель'єфу, знайденого у Новому Місті. 
Протягом 2010-х років на місці де знаходилась церква святого Петра проводились чергові археологічні дослідження. Відповідно до отриманих даних, було підтверджено план у вигляді рівностороннього грецького хреста і вівтар обернений до Сходу. Проведені дослідження, однак, виявили існування двох споруд на одному фундаменті, з яких перша була більша - в вигляді грецького хреста, а друга менша, базилікального типу із двома трансептами. Відтак, перша мурована церква св. Петра у Перемишлі відносться до "руського" періоду (XII - перша половині XIV стт.), а друга - дерев'яна до "польського" (від другої половини XIV століття).

Відповідно до аналізу, який провів львівський дослідник Р. Франків, планувальна структура фундаментів першого храму майже повністю тотожна із фундаментом церкви св. Миколая у Львові, який традиційно також пов'язують із давньруським будівництвом. Схожий тип також використаний у розкопаному у Галичі храмі на Царинці. Вузький фундамент свідчить про те, що храм скоріш за все мав кам'яні стіни та дерев'яний верх.

## Галерея

Схема розташування давньої церкви в середовищі єзуїтського комплексу.[b]
Варіант реконструкції у вигляді дерев'яного храму.
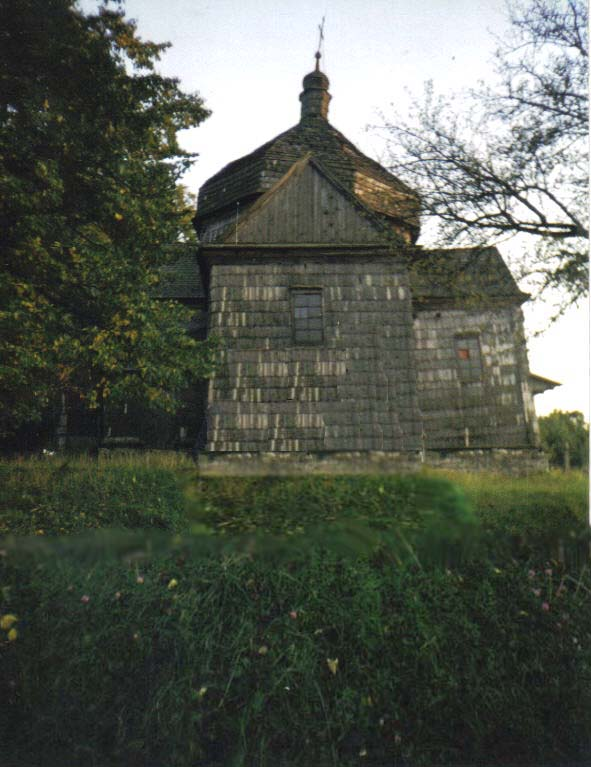
Церква у Підгірцях, із схожими планувально-просторовими характеристиками
Зображення споруди на рисунку 1617 р.
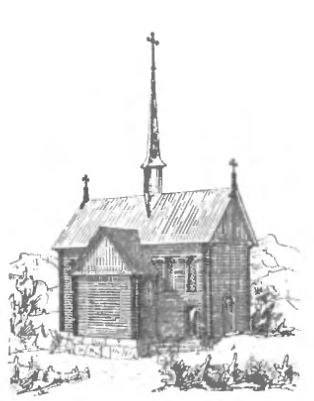
Реконструкція вигляду після перетворення у костел.
Барельєф із Нового Міста, який інколи пов'язують із храмом св. Петра у Перемишлі[16]

## Зауваги
1. ↑  Причиною того, що єпископ обрав саме цей храм, може бути його посвята апостолу Петру, особлива роль якого у церкві була основою ідентичності римо-католиків.
2. ↑  За матеріалами розкопок 2009-2018 рр.